# Йосвані Вейтія
Йосвані Вейтія (ісп. Yosvany Veitía; нар. 12 березня 1992, Вілья-Клара, Куба) — кубинський боксер-любитель, що виступає у найлегшій ваговій категорії, чемпіон світу (2017). Учасник напівпрофесійної боксерської ліги WSB у складі команди «Domadores de Cuba».

## Аматорська кар'єра

### Чемпіонат світу 2011
- 1/32 фіналу. Переміг Біржана Жакипова (Казахстан) — 21-11
- 1/16 фіналу. Переміг Георгі Андонова (Болгарія) — 19-5
- 1/8 фіналу. Переміг Наоя Іноуе (Японія) — 15-12
- 1/4 фіналу. Програв Пуревдоржийну Сердамба (Монголія) — RSC

### Олімпійські ігри 2012
- 1/16 фіналу. Переміг Біллі Ворда (Австралія) — 26-4
- 1/8 фіналу. Програв Цзоу Шиміну (Китай) — 11-14

### Чемпіонат світу 2013
- 1/16 фіналу. Переміг Марка Барріга (Філіппіни) — 3-0
- 1/8 фіналу. Пройшов Ешлі Вільямса (Уельс) — WO
- 1/4 фіналу. Переміг Мануеля Каппаї (Італія) — 2-1
- 1/2 фіналу. Програв Біржану Жакипову (Казахстан) — 0-3

### Чемпіонат світу 2015
- 1/8 фіналу. Переміг Ачрафа Харрубі (Марокко) — 2-1
- 1/4 фіналу. Переміг Сейбера Авілу (Колумбія) — 3-0
- 1/2 фіналу. Переміг Ху Цзяньгуаня (Китай) — 3-0
- Фінал. Програв Ельвіну Мамішзаде (Азербайджан)  0-3

### Олімпійські ігри 2016
- 1/8 фіналу. Переміг Ачрафа Харрубі (Марокко) — 3-0
- 1/4 фіналу. Програв Ху Цзяньгуаню (Китай) — 2-3

### Чемпіонат світу 2017
- 1/8 фіналу. Переміг Даннелла Маамо (Філіппіни) — 5-0
- 1/4 фіналу. Переміг Габріеля Ескобара (Іспанія) — 5-0
- 1/2 фіналу. Переміг Таміра Галанова (Росія) — 3-2
- Фінал. Переміг Жасурбека Латипова (Узбекистан) — 5-0

### Чемпіонат світу 2019
- 1/16 фіналу. Переміг Мохамед Фліссі (Алжир) — 3-2
- 1/8 фіналу. Програв Галалу Яфай (Велика Британія) — 0-5

### Олімпійські ігри 2020
- 1/8 фіналу. Переміг Сулеману Теттех (Гана) — 5-0
- 1/4 фіналу. Програв Галалу Яфай (Велика Британія) — 1-4

### Чемпіонат світу 2023
- 1/16 фіналу. Переміг Шаффі Бакарі (Кенія) — 5-0
- 1/8 фіналу. Пройшов Енвера Музаффера (Туреччина) — 5-0
- 1/4 фіналу. Переміг Йоеля Фіноля (Венесуела) — 4-1
- 1/2 фіналу. Програв Махмуду Сабирхану (Казахстан) — 0-5